# Rainer Schlutter
Rainer Schlutter (Greiz, 14 september 1946) is een Duits voormalig voetballer die als middenvelder speelde.

## Carrière
Schlutter is geboren in Greiz waar hij is begonnen met voetballen bij BSG Chemie waarna hij bij de jeugdafdeling van FC Carl Zeiss terecht kwam. Hij heeft in zijn voetbalcarrière in totaal 235 wedstrijden gespeeld en 29 doelpunten gescoord voor FC Carl Zeiss. Schlutter won twee keer een landskampioenschap en twee keer de voetbalbeker van Oost-Duitsland.
Schlutter maakte zijn debuut in Oost-Duitsland in 1970. Hij heeft 5 wedstrijden gespeeld voor de nationale ploeg. Schlutter stopte met voetballen in 1976. Waarna hij trainer werd van het tweede voetbalteam van FC Carl Zeiss.

## Erelijst

### Club
| Competitie   | Aantal | Jaren              |
| ------------ | ------ | ------------------ |
| Land         |        |                    |
| DDR-Oberliga | 2x     | 1962/63, 1967/68   |
| Beker        |        |                    |
| FDGB-Pokal   | 2x     | 1971/72, 1973/1974 |